# Fernando Ramírez de Ágreda
Fernando Ramírez de Agreda (en portugués: Fernando Ramires de Agreda) también conocido por Fernando Martínez de Agreda (¿? - Badajoz, 1344) fue un religioso portugués, sobrino de fray Esteban que influyó para su nombramiento como obispo de Oporto, sucediéndolo en esta diócesis en 1313 hasta 1322 cuando fue trasladado a Jaén, donde gobernó hasta su traslado en 1335 en Badajoz, donde murió hacia el año 1344.

## Biografía
Fray Esteban Miguéis, fue confesor y consejero de Dionisio I y su hombre de confianza. Las ambiciones por ocupar la diócesis de Lisboa, llevó a que su sobrino Fernando le sucediese en la mitra de Oporto y así ocupó su lugar. En 1316 dos hermanos de Fernando tuvieron un altercado con un noble portugués y resultó muerto, y los dos hermanos fueron ejecutados. Tras esos sucesos fray Esteban se opuso al rey y a favor de su hijo, el infante Alfonso, todo ello les llevó a tío y sobrino a abandonar Portugal y entrar en Castilla: Fray Esteban ocupó la sede de Cuenca y Fernando la de diócesis de Jaén.
Fernando entró en la diócesis de Jaén y sustituyó a Gutierre Téllez, que a su vez fue promovido para obispo en la diócesis de Idanha en Portugal. En su pontificado en Jaén participó en el Concilio Provincial de Alcalá de Henares, celebrado el 25 de junio de 1326. Y en agosto de 1326 el obispo Fernando estuvo presente, junto con las milicias concejiles de Jaén, en la batalla de Guadalhorce, donde las tropas castellanas, al mando del célebre escritor Don Juan Manuel, que era nieto de Fernando III de Castilla, derrotaron a las tropas del rey Muhammed IV de Granada, al mando del general Ozmín, que en 1319 había infligido una grave derrota a los castellanos en el Desastre de la Vega de Granada.
El papa Benedicto XII confirmó su traslado a la diócesis de Badajoz el 19 de enero de 1235. En realidad fue una permuta, pues con la misma fecha el obispo de Badajoz, Juan de Morales recibió su traslado a la diócesis de Jaén. El papa ratificó el proceso instruido por su predecesor Juan XXII, que murió un mes antes. Fernando murió en Badajoz, hacia el año 1344.

## Controversia del nombre
En el tiempo que Fernando fue obispo en las distintas diócesis portuguesas y castellanas entra dentro del periodo en que se instaló el  papado en Aviñón, siendo en aquella época frecuentes las dualidades en nombramientos de obispos, en la mayoría de los casos por la elección de obispo en los cabildos sin conocimiento de ello en la nueva sede o viceversa.
Respecto al apellido de Fernando: en la sede aviñonense aparece como Remigil; Enrique Flórez en su España sagrada lo menciona como Ramírez; mientras Martín Ximena Jurado en su Catálogo de obispos de Jaén le da el nombre de Fernando Martínez de Agreda, pero lo confunde con un Fernando II y entremezcla a otros obispos. El Archivo Apostólico Vaticano arrojó a la luz datos de interés en ese vacío documental del siglo XIV, desvelando documentos y bulas de la etapa aviñonense.
Por otra parte, los acontecimientos en Portugal con dos hermanos de Fernando que fueron ejecutados por cometer un crimen a un noble, motivó ocultar y cambiar su apellido el obispo a su entrada en Castilla, y alejarse de su patria un tiempo para olvidar, volviendo de nuevo al cabo de diez años cerca de sus raíces.